# ویلا کورتسه
ویلا کورتسه (به ایتالیایی: Villa Cortese) یک کومونه در ایتالیا است که در استان میلان واقع شده‌است.

## خصوصیات
ویلا کورتسه ۳٫۶ کیلومترمربع مساحت و ۶٬۱۲۲ نفر جمعیت دارد و ۱۹۲ متر بالاتر از سطح دریا واقع شده‌است.